# Lijst van bisdommen van de Roemeens-Orthodoxe Kerk
Dit is de lijst van bisdommen van de Roemeens-Orthodoxe Kerk.

## Roemeens Patriarchaat

### Metropolie vanWalachijeenDobroedzja
1. Aartsbisdom van Boekarest
2. Aartsbisdom van Tomis (zetel: Constanța)
3. Aartsbisdom van Târgoviște
4. Bisdom van Argeș and Muscel (zetel: Curtea de Argeș)
5. Bisdom van Buzău en Vrancea (zetel: Buzau)
6. Bisdom van Lage-Donau (zetel: Galați)
7. Bisdom van Slobozia en Călărași (zetel: Slobozia)
8. Bisdom van Alexandria en Teleorman (zetel: Alexandria)
9. Bisdom van Giurgiu
10. Bisdom van Tulcea

### Metropolie vanMoldaviëenBoekovina
1. Aartsbisdom van Iaşi
2. Aartsbisdom van Suceava en Rădăuţi (zetel: Suceava)
3. Bisdom van Roman
4. Bisdom van Huşi

### Metropolie vanTranssylvanië
1. Aartsbisdom van Sibiu
2. Bisdom van Covansa en Harghita (zetel: Miercurea)

### Metropolie vanCluj,Alba,CrişanaenMaramureș(zetel:Cluj-Napoca)
1. Aartsbisdom van Vad, Feleac en Cluj
2. Aartsbisdom van Alba Iulia
3. Roemeens orthodox bisdom van Oradea (inbegrepen Bihor en Sălaj)
4. Roemeens orthodox bisdom van Maramureș en Sătmar  (zetel: Baia Mare)
5. Bisdom van Sălaj (zetel: Zalău)

### Metropolie vanOltenië
1. Aartsbisdom van Craiova
2. Bisdom van Râmnic (zetel: Râmnicu Vâlcea)
3. Bisdom van Severin en Strehaia (zetel: Drobeta-Turnu Severin)
4. Bisdom van Slatina

### Metropolie van deBanaat
1. Aartsbisdom van Timișoara
2. Bisdom van Arad, Ienopole, Hălmagiu en Hunedoara (zetel: Arad)
3. Bisdom van Caransebeș
4. Bisdom van Dacia Felix (administratief hoofdkantoor: Vârset)
5. Roemeens orthodox bisdom in Hongarije (zetel: Gyula)

### Eenheden rechtstreeks afhankelijk van het Roemeens patriarchaat
1. Oekraïens orthodox vicariaat in Roemenië (zetel: Sighetu Marmaţiei)

## Buiten Roemenië

### Metropolie vanBessarabië(Moldavië)
1. Aartsbisdom van Chisinau
2. Bisdom van Bălţi
3. Bisdom van Zuid-Bessarabië (zetel: Cantemir)
4. Bisdom van Dubăsari en Transnistrië

### Roemeens-orthodoxe metropolie van West- en Zuid- Europa
1. Roemeens-orthodox aartsbisdom van West-Europa (zetel: Parijs)
2. Roemeens-orthodox bisdom van Italië (zetel: Rome)
3. Roemeens-orthodox bisdom van Spanje en Portugal (zetel: Madrid)

### Roemeens-orthodoxe metropolie vanDuitsland,  Centraal- enNoord-Europa
1. Roemeens-orthodox aartsbisdom van Duitsland (zetel: Neurenberg)
2. Roemeens-orthodox bisdom van Noord-Europa (zetel: Stockholm)

### Overig
1. Roemeens-orthodox aartsbisdom van de twee Amerika’s (zetel: Chicago)
2. Roemeens-orthodox bisdom van Australië en Nieuw-Zeeland (zetel: Melbourne)